# Marius Nichiteanu
Marius Nichiteanu (* 3. Juli 1958 in Nucet, Kreis Dâmbovița, Rumänien; † 5. März 2014 in Hamburg) war ein rumänischer Bratschist und seit 1989 der 1. Solo-Bratscher des NDR Sinfonieorchesters.

## Leben
Nach dem Besuch des Musikgymnasiums George Enescu in Bukarest studierte er an der Nationalen Musikuniversität Bukarest in der Meisterklasse von Ștefan Gheorghiu und Cornelia Bronzetti. Nichiteanu war 1980 Preisträger des Carl-Nielsen-Musikakademie in Odense sowie 2. Preisträger im Wettbewerb des 1983 gegründeten Internationalen Bratschenwettbewerbs „Maurice Vieux“ (Concours International d’Alto Maurice Vieux) in Paris. Während seiner Karriere bereiste er als Kammermusiker mit dem Trio Inorog die Welt.
Marius Nichiteanu wurde 1994 zum Professor an die Hochschule für Musik und Theater Hamburg berufen.

## Diskografie
- Album "Mozart: Divertimenti In D-Dur, B-Dur, F-Dur, Sinfonia Concertante": Allegro maestoso, Andante, Presto; Florin Paul, Marius Nichiteanu, Wolfgang Amadeus Mozart (Komponist); Label: ARTE NOVA Classics (Sony Music)
- Klassik Edition 1: NDR-Sinfonieorchester, Günter Wand, Solisten des NDR-Sinfonieorchesters - J.S. Bach, J. Haydn, W.A. Mozart [CD], NDR-Sinfonieorchester (Orchester), Günter Wand (Dirigent), Mozart Bach Haydn (Komponist), Violine / Carol Tainton, Cembalo / Paulus van der Merwe, Oboe / Eckhard Dose, Violine / Marius Nichiteanu, Viola / Willi Beyer, Kontrabaß / Peter Sewe, Pauken Roland Greutter (Künstler); Label: Norddeutscher Rundfunk
- R. Franck: Piano Quartets & Fantasies; Bernhard Fograscher | Christoph Schickedanz | Marius Nichiteanu | Mathias Beyer-Karlshoj; Label: audite
- Quartetto in Re minore, KV 173. Allegro ma molto moderato; Ruxandra Costantinovici, Laurentius Bonitz, Marius Nichiteanu, Emil Klein; Aus dem Album Wolfgang Amadeus Mozart : Quartetti per archi Viennesi, KV 168 - 173, Wiener Streichquartette (Sonare Quartett); Label: Brilliant (Foreign Media Group Germany)